# Oued Koriche
Oued Koriche (em árabe: وادي قريش) (anteriormente Climat-de-France, durante a colonização francesa), é uma comuna localizada na província de Argel, no norte da Argélia. Sua população era de 46 182 habitantes, em 2008.